# Yopal
Yopal és una ciutat colombiana, i la capital del departament de Casanare. La seva extensió és de 2595 km², i està localitzat a 335 km del Districte Capital de Bogotà. Fundada per colons boyacenses en 1915, és una de les capitals departamentals més joves de Colòmbia i la ciutat que registra més ràpid creixement poblacional a nivell nacional, sobretot després de la seva separació del Departament de Boyacá (antics territoris nacionals), i modificació de la constitució de 1991 i l'explotació petroliera. Aquesta és una terra de bells contrastos en fauna, flora, recursos hídrics i riquesa d'hidrocarburs que fan d'aquesta regió un lloc potencialment econòmic i turístic

## Toponímia
Yopal deriva el seu nom d'un arbre maderable, típic de la regió, el nom és " yopo ". De fet, en el lloc on se situa actualment la ciutat de Yopal existia un bosc d'aquests arbres o yopal (bosc de yopos). El nom " Yopo " és provinent de la llengua indígena, els Salives, i significa cor.

## Història

### Antecedents
Abans de la conquesta, al territori actual de Yopal vivien tribus pertanyents als indígenes Achaguas. Aquests indígenes consumien la yopa, substància al·lucinògena extreta de l'arbre de yopo, que abundava en les riberes del riu Cravo Sud. Els Achaguas, a més, conreaven i consumien yuca, pinya i llavors, e intercanviaven productes amb les tribus de la serralada. Més endavant, cap a 1650, els missioners jesuïtes van arribar a Casanare, alguns dels quals es van establir en hisendes com Caribabare, Cravo Sud i Tocarià, ensinistrant els indis i utilitzant-los com mà d'obra. Durant el període d'influència jesuïta, van sorgir petites ciutats d'existència efímera, com Sant Josep de Cravo i La Puríssima Concepció.

### Primers habitants
Fundada per colons boyacenses de les províncies de Centre i Lengupá, iniciant l'any 1915, quan Elías Granados construeix la seva casa al mateix lloc on avui és el centre de Yopal. A aquesta fundació se li coneixia com «L'Estada de Don Elías», que es va convertir en posada ramadera obligatòria, ja que per aquí havien de passar els traginers que portaven a Tunja i Santander els bestiars per a la venda. El 1928 van construir cases Pere Bernal i Concepció Camacho, en aquest mateix any va arribar Pedro Pablo González, procedents de Tunja i voltants, qui pel seu esperit emprenedor se'l considera el pioner de la fundació i formació del poble. A més el senyor Pedro Pablo combinava les activitats de Tegua, latonero i fins tinterillo. Per 1930 s'havien construït quatre cases, la cinquena la va fer Camp Elías Prieto i quedava on actualment es troba la casa de Adelfo Prieto. Rigoberto Nen va construir la sisena casa de Yopal.En 1932 va començar a funcionar la primera escola Luis Hernández Vargas Seu Salvador Camacho Roldán i el seu 1r mestre va ser Marceliano Riaño, qui reportava un sou de 50 pesos mensuals. Per a aquest any el poble tenia un altre veí, José Pérez, qui va establir la seva casa on aquesta avui l'església cristiana protestant de la missió Panamericana, confrontant a l'antiga seu del centre del Cos de Bombers. a 1948 Ana Cleotilde Malpica Sánchez construeix la seva casa fundant l'anteriorment barri el qui hauria alliberat avui bell horitzó.

### De fundació a corregimiento
Les primeres festes de Yopal es van dur a terme en 1934 amenitzades per la banda de Tasco, a la qual se li van pagar 100 pesos pel seu servei. Per a aquesta data El Morro era el cap de municipi de Yopal, ja que aquest incipient caseriu no complia amb els mínims requisits per constituir-se en inspecció de policia. El 1936 Yopal va passar a ser corregimiento, i el seu primer corregidor va ser el suboficial de la Policia Guillermo Díaz Martínez.

### Yopal, capçalera municipal
En 1937, quan fungía com Prefecte de Casanare Guillermo Díaz Estrada, els habitants de Yopal van començar a lluitar pel trasllat de la capçalera Municipal des del Morro cap a Yopal, donades les circumstàncies que era cada vegada més evident el progrés obtingut en el corregiment i que la majoria de transaccions sobre venda de bestiars s'estaven efectuant amb major freqüència en Yopal, i ja no a El Morro. És llavors quan un grup d'habitants de Yopal van sostreure de nit ia llom de mula els arxius de l'alcaldia municipal del Morro, especialment els segells i paperetes o autoritzacions relacionades amb el negoci dels bestiars, acte amb el qual es pretenia pressionar una decisió administrativa a favor de Yopal per ser escollida com a capçalera municipal. Addicional ment es buscava que els guanyats no patissin el trasllat fins al Morro per protocol·litzar les vendes i oficialitzar el trasllat dels animals a altres regions del país. Com a conseqüència, el moviment cívic va obtenir una resistència nombrosa i organitzada, encapçalada per don Luis Antonio Esquerre qui era l'alcalde municipal del Morro, acompanyat per persones importants de l'època com Ramon Becerra, Arturo Jiménez, Juan de la Rosa Serra, Ruduin Fonseca i altres. Sense majors opcions i davant la infructuositat dels seus esforços, els yopalenyos van iniciar davant l'assemblea de Boyacá el litigi, contractant com a representants als advocats Fernando Reina i Sergio Reis Moreno. Les coses es facilitaven perquè per a l'època hi havia servei telefònic entre Tunja, Sogamoso i diversos pobles del Casanare. No és sinó fins a l'any de 1942 i després d'un perllongat litigi, que l'Assemblea Departamental de Boyacá va dirimir a favor de les pretensions dels habitants del corregiment de Yopal, i és així com per mitjà de l'ordenança nombre 38 de juliol 8 d'aquest any, que es tria a Yopal com a capçalera municipal, i El Morro és degradat a corregimieno. Va ser molt valuosa per Yopal en aquest procés la intervenció del jurista boyacense Quiñones Neira. En 1973 el President de la República, Misael Pastrana Borrero, eleva a Casanare com Intendència ja Yopal com a capital intendencial, deslligant a Casanare de l'administració del departament de Boyacá. Per al 4 juliol 1991 Casanare és elevat a la categoria de departament, en virtut a l'ordenat per la Constitució Política d'aquest any que de fet va eliminar la categoria especial de Territoris Nacionals, de la qual Casanare feia part. Yopal és en l'actualitat, la capital departamental.

### Geografia
Yopal és la ciutat capital del departament colombià de Casanare, situada prop del riu Cravo Sud, en el piedemonte de la serralada Oriental. Per la seva topografia el municipi presenta tres pisos tèrmics, les àrees són : Càlid 1906 km², Medi 106 km² i Fred 25 km².

### Clima
El clima a Yopal és càlid tropical, amb temperatures mitjanes des de 18 ° C, a causa que aquest fred és de la serralada que baixa per mitjà del riu a la ciutat, que baixa a 18 ° ci 19 ° c, a l'hivern, en els mesos de juny i juliol, a 30 ° C al febrer, amb una temperatura mitjana anual de 26.8 ° C. Abril, maig, juny i juliol són els mesos amb humitat relativa més gran, més de 75%, i desembre, gener, febrer i març són els més secs, amb humitat entre 60 i 75% .7 Això es deu a les precipitacions que arriben a sobrepassar els 500 mm a l'abril, maig, juny i julio.8
| Paràmetres. climes de Yopal        |      |      |      |      |       |      |       |       |       |      |       |      |        |
| Mes                                | Gen  | Feb  | Mar  | Abr  | Mai   | Jun  | Jul   | Ago   | Sep   | Oct  | Nov   | Dec  | Anual  |
| Temperatura màxima absoluta (°C)   | 36.8 | 36.9 | 37.5 | 37.7 | 37.3  | 36.8 | 37.4  | 37.2  | 37.6  | 37.8 | 36.9  | 37.1 | 37.4   |
| Temperatura màxima media (°C)      | 32.5 | 33.2 | 33.2 | 31.5 | 30.8  | 29.7 | 29.9  | 30.5  | 30.7  | 30.8 | 31.1  | 31.7 | 31.9   |
| Temperatura mitjana (°C)           | 27.9 | 27.9 | 28.7 | 26.4 | 25.4  | 24.8 | 24.6  | 25.9  | 25.6  | 25.9 | 26.2  | 26.9 | 26.7   |
| Temperatura mínima mitjana (°C)    | 22.5 | 22.9 | 23.7 | 22.6 | 22.3  | 21.7 | 21.5  | 21.4  | 23.5  | 21.6 | 21.9  | 22.2 | 22.9   |
| Temperatura mínima absoluta (°C)   | 17.2 | 18.5 | 20.8 | 20.5 | 17.8  | 19.8 | 17.8  | 19.4  | 17.9  | 18.1 | 19.8  | 20.3 | 18.7   |
| Precipitació total (mm)            | 8.5  | 60.4 | 79.3 | 279  | 333.7 | 298  | 312.3 | 255.4 | 275.9 | 255  | 131.8 | 20.2 | 2309.5 |
| Dies de precipitació (≥)           | 1    | 4    | 7    | 15   | 16    | 17   | 18    | 17    | 15    | 14   | 10    | 4    | 138    |
| Font: IDEAM 11 de setembre de 2012 |      |      |      |      |       |      |       |       |       |      |       |      |        |